# Recitación warsh
La recitación warsh o Warsh an Naafi' (en árabe: رواية ورش عن نافع‎, Warsh an Naafi' riwaya, literalmente: la recitación de Warsh según lo estipulado por Nafi'; o simplemente: ورش, warsh) es un método de recitación del Corán en el Islam.

## Presentación
Este tipo de qira'at (recitación del Corán) se lleva a cabo de acuerdo con las reglas del tajwid (reglas de pronunciación), de acuerdo con el ahruf (ediciones) . Este método se le atribuye al imán Warsh, quien lo obtuvo de su maestro Nafiʽ al-Madani, quien fue uno de los Siete Lectores transmisores de qira'at. La recitación warsh an Naafi' es una de las principales dos recitaciones coránicas tradicionales.

## Historia
Esta recitación está relacionada con el imán egipcio Abu Sa'id Uthman Ibn Sa'id al-Qutbi, también conocido como Warsh (110-197 AH).
Su apodo, Warsh (en árabe: وَرْش‎), proviene de una sustancia láctea. Dicho apodo fue dado por su maestro Nafiʽ al-Madani, debido a su tez clara.
Estudió recitación acorde a las enseñanzas de Nafiʽ, en Medina.
Después de terminar sus estudios, regresó a Egipto, donde se convirtió en el mayor Qāriʾ del Corán.
A mediados del siglo X, el erudito musulmán Abu Bakar Ibn Mujahíd canonizó las siete lecturas del Al-Quran, incluyendo la Warsh an Naafiʽ como una de ellas.
Aunque surgió en Egipto, la recitación Warsh an Naafiʽ se ha generalizado por todo el norte de África.
Durante la edad medieval fue la principal recitación coránica de al-Ándalus (península ibérica).
La transmisión del método Warsh ʽan Naafiʽ representa la tradición de recitación de la ciudad de Medina.
Es, junto con la recitación hafs, representación de la tradición del qira'at de Kufa, una de las dos principales transmisiones orales del Al-Quran en el mundo musulmán .

## Galería

### Recitación warsh con escritura magrebí

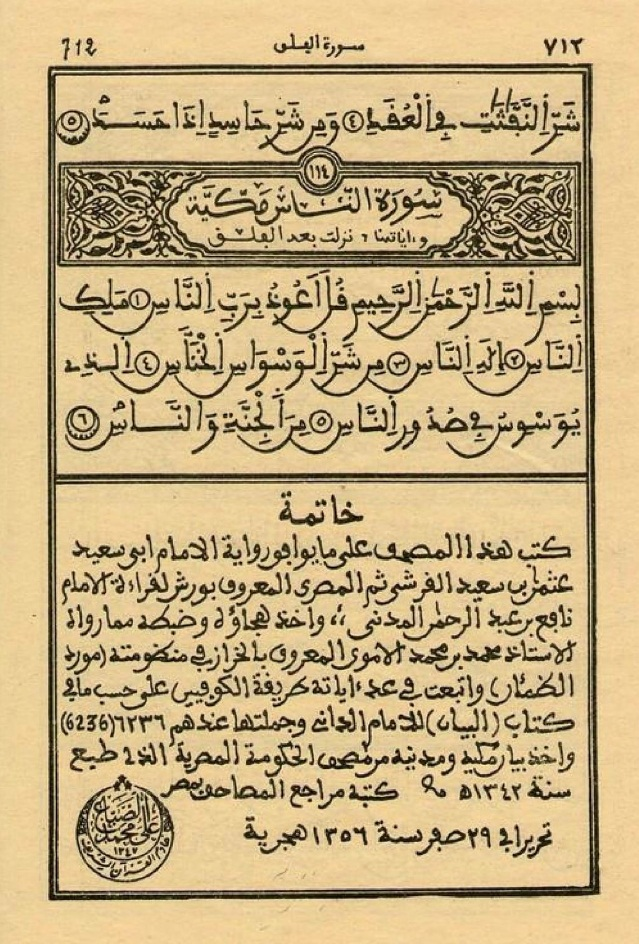
Fin de Thaalibia Mus'haf.